# Jimmy Douglas
Jimmy Douglas (12. ledna 1898 Newark – 5. března 1972 Point Pleasant) byl americký fotbalový brankář. Zúčastnil se s americkou reprezentací Mistrovství světa v Uruguayi roku 1930, kde Spojené státy dosáhly historického úspěchu - zisku bronzových medailí. Dosáhl první „čisté konto“ v historii světových šampionátů. Reprezentoval USA i na fotbalovém turnaji olympijských her v roce 1924. Celkem za americký národní tým odehrál v letech 1924–1930 devět utkání. V roce 1953 byl uveden do americké fotbalové síně slávy. Celou klubovou kariéru strávil v tehdy existující (1921-1933) American Soccer League. Hrál za kluby Harrison S.C. (1922–1923), Newark Skeeters (1923–1925), New York Giants (1925–1927 a 1930), Fall River FC (1927–1928), Philadelphia Field Club (1928), Brooklyn Wanderers (1928–1929), Fall River FC (1929), New York Nationals (1929–1930), a New York Americans (1931).